# سوالیاوا
سوالیاوا (به روسی: Свалява) شهری در استان زاکارپاتیا در کشور اوکراین قرار دارد. جمعیت این شهر ۱۷,۱۲۴ نفر (۲۰۲۱ تخمینی) است.

## نگارخانه

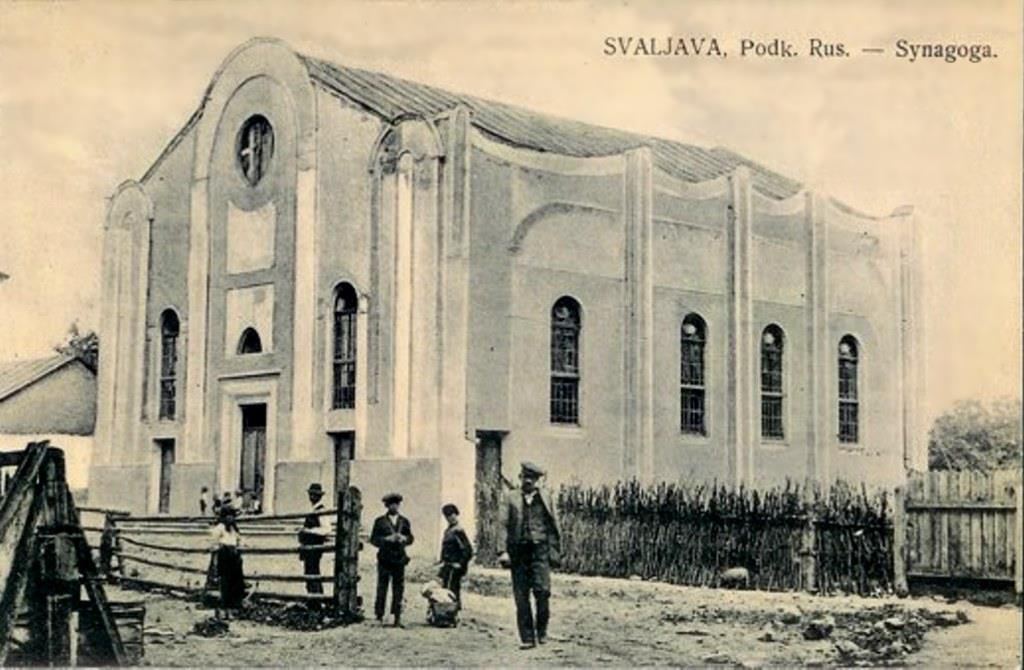
کنیسه در اسوالیاوا
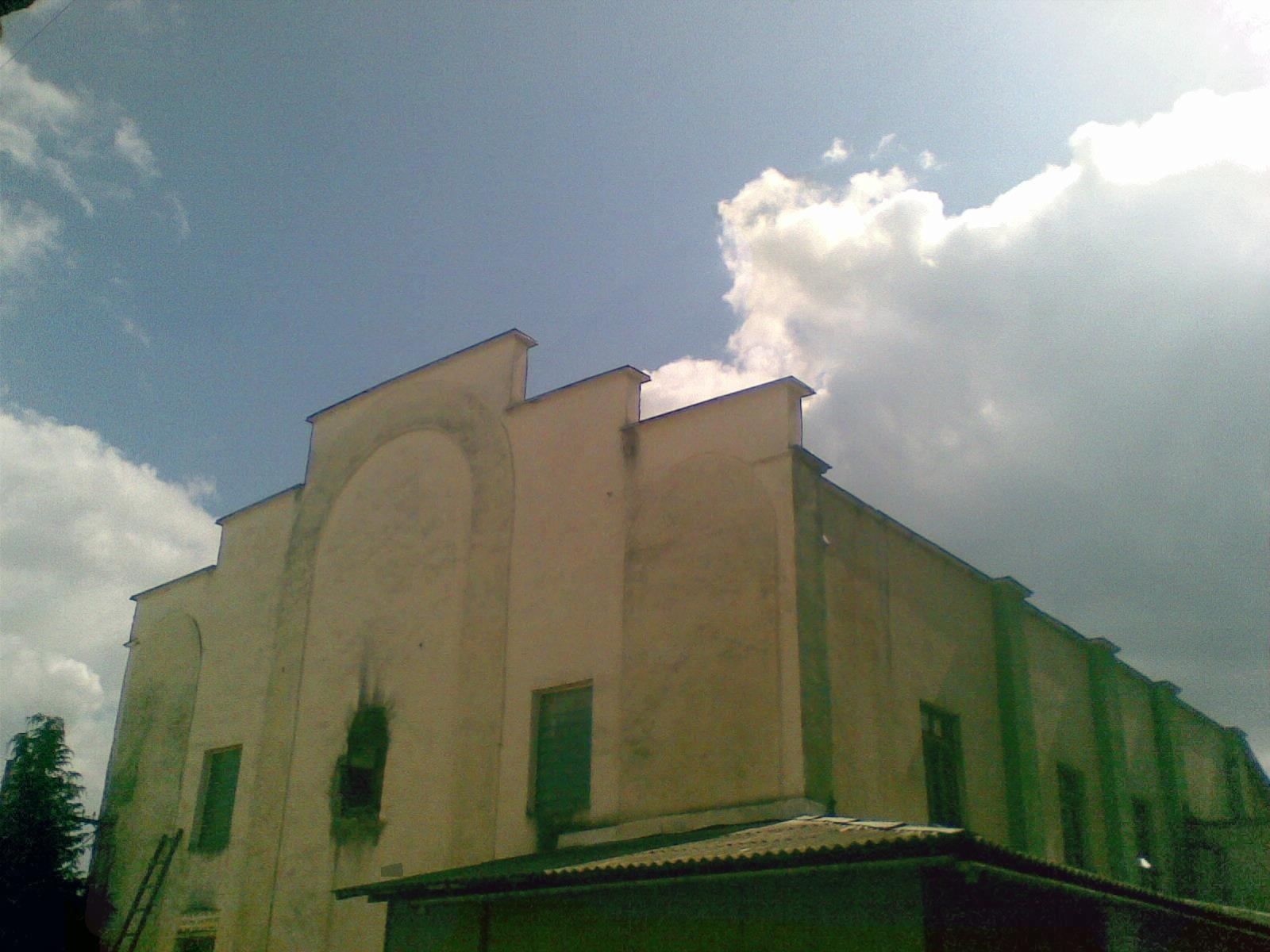
قبلا کنیسه بود اما حالا نانوایی است
کنیسه سابق
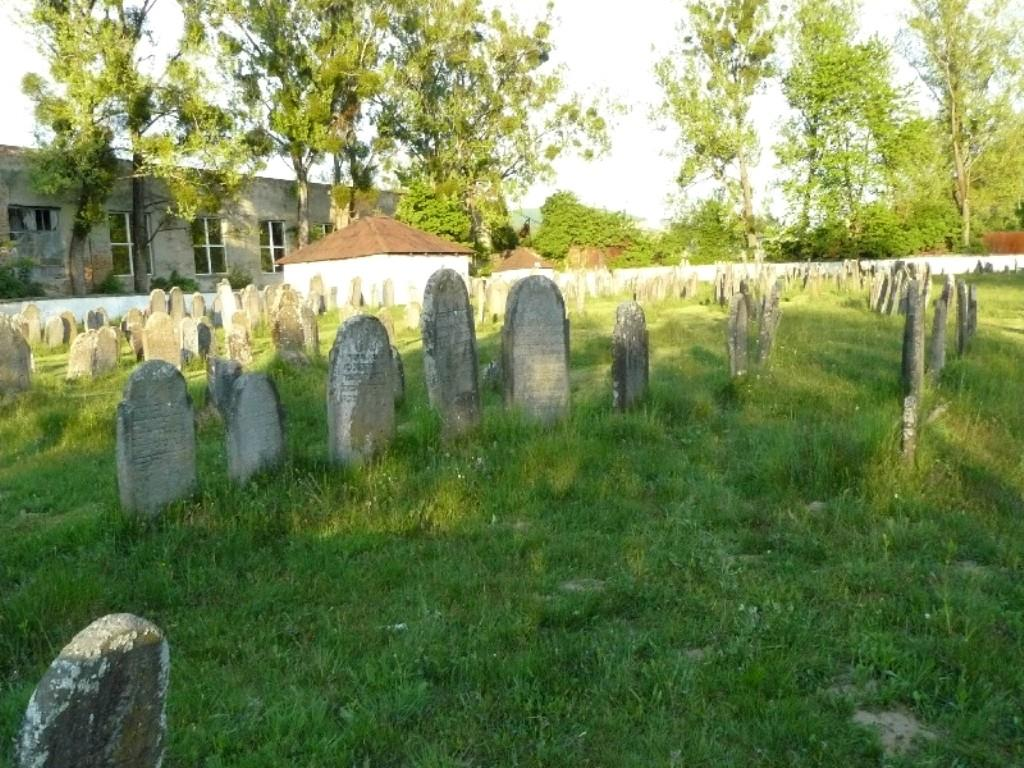
قبرستان یهودیان